# ブドゥダ県

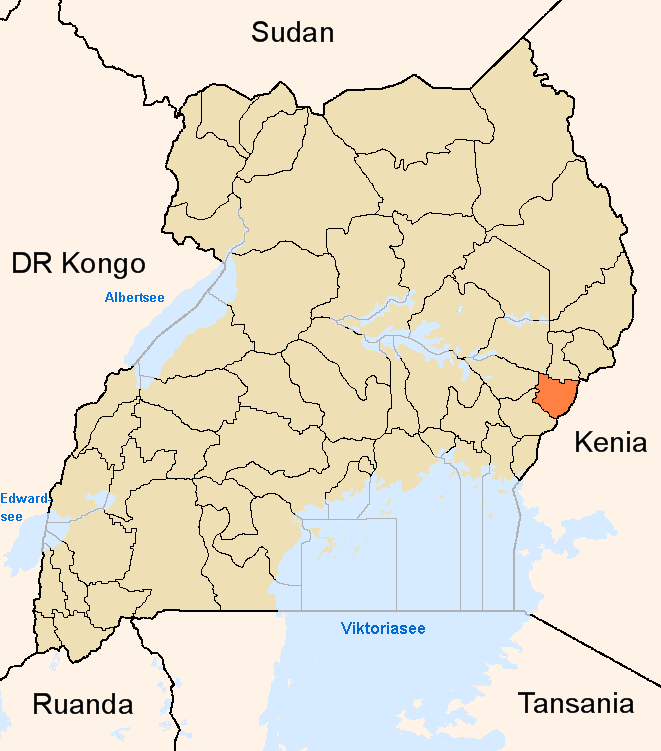
2001年から2005年のムバレ県と県境、北東部がブドゥダ県

ブドゥダ県 (ブドゥダけん、Bududa District) はウガンダ東部エルゴン山南西麓の県。ブギスの東部のマジヤ（マンジヤ）郡で、2005年7月1日にムバレ県から南のブブロ郡と共にマナフワ県として分割され、2006年7月1日に更にマナフワ県から分割された。2002年の国勢調査人口は 124,368 人。ブドゥダを含め7の副郡が置かれている。知事に相当する第5地域議会 (LC5) 議長はウィルソン・ワティラ。

## 隣接する県
北にシロンコ県、東はケニア西部州マウントエルゴン県と接する。